# Cal Garriga (Figuerola del Camp)
Cal Garriga és una casa de Miramar, al municipi de Figuerola del Camp (Alt Camp), protegida com a Bé Cultural d'Interès Local.

## Descripció
Cal Garriga està situada al carrer principal del nucli de Miramar. La façana, de gran extensió, presenta poques obertures, distribuïdes irregularment. La porta d'accés és l'element més remarcable, amb arc escarser i un element decoratiu en la dovella central, on figura la data de 1801.
L'edifici, de planta baixa i un pis, té coberta de teula a dues vessants.
La part posterior de Cal Garriga, oberta al Camp de Tarragona en forma de doble galeria d'arcades constitueix l'element visualment més característic de Miramar.
El material de construcció és la pedra, arrebossada i pintada.

## Història
Tot i que és possible l'existència d'una construcció anterior, donades les característiques de poblament del nucli de Miramar (lloc d'assentament des d'antic i expansió important al segle xviii), la configuració actual de Cal Garriga respon al període que apareix a la inscripció de la llinda de la porta d'accés i que les modificacions posteriors no han alterat substancialment.
La casa, com la resta de les que componen Miramar, ha perdut la seva funció d'habitatge permanent, i és utilitzada com a segona residència.